# Un colpo di pistola
Un colpo di pistola è un film del 1942 diretto da Renato Castellani (al debutto come regista), tratto da un racconto di Aleksandr Puskin.
Fu presentato alla Mostra di Venezia del 1942.

## Trama
Russia, XIX secolo: durante un duello tra due rivali nell'amore per Mascia, Andrea decide - quando è il suo turno di tirare - di risparmiare il colpo, serbandoselo per un'altra occasione. Anni dopo, Mascia si fidanza con Sergio e Andrea decide di riscuotere il credito. Ma all'ultimo momento rinuncia.
Mascia, conquistata, lascia il fidanzato per Andrea, di cui è sempre stata innamorata.

## Rapporto con l'origine letteraria
La trama del film si discosta alquanto dall'opera di Puskin: nel racconto, infatti, non vi è alcun triangolo amoroso e Mascia interviene a salvare con la sua umanità la vita del marito.

## Produzione
Castellani ebbe come aiuto il conte Guglielmo Alberti, un raffinato intellettuale torinese, il quale ebbe l'idea di reclutare per una scena di ballo, in sostituzione delle inadeguate comparse, degli autentici aristocratici russi emigrati in Italia in fuga dalla rivoluzione.
Le scene di esterno sono state girate a Canzo, in provincia di Como, coinvolgendo anche comparse reclutate sul luogo.

## Distribuzione
Venne presentato nelle sale cinematografiche italiane il 31 agosto 1942.

## Critica
- Un film in cui tutto è calcolato e pertanto… privo di ogni slancio (…). Ora che Castellani ha dimostrato, alla sua prima prova, di conoscere quello perfettamente la tecnica del cinema viene spontaneo chiedere che si volga alla realizzazione di drammi più impegnativi (F. Pasinetti[3]).